# Canal de Huningue
Der Canal de Huningue (deutsch: Hüninger Zweigkanal, Hüningen-Kanal) war ein 1828 fertiggestellter Schifffahrtskanal in der französischen Region Grand Est, der vom Rhein bei Huningue zum Rhein-Rhône-Kanal bei Mülhausen führte. 1961 wurde der Kanal zum Teil stillgelegt, der andere Teil wird heute zum Rhein-Rhône-Kanal gezählt.

## Planung und Bau
Der Canal de Huningue wurde zunächst als Speisekanal für die Versorgung des Rhein-Rhône-Kanals mit Rheinwasser geplant, da das zur Scheitelhaltung geleitete und das oberhalb von Mülhausen der Ill entnommene Wasser nicht ausreichte, um den Kanal bis Straßburg zu versorgen. Die bis 1805  ausgearbeitete Planung sah bereits den Bau eine Schifffahrtskanals vor. Huningue liegt nur wenige Kilometer von Basel entfernt, so dass ein ausreichendes Frachtaufkommen zu erwarten war.
Die 1810 aufgenommenen Bauarbeiten wurden 1814 unterbrochen, als der Osten Frankreichs während der Befreiungskriege von ausländischen Truppen besetzt wurde. Der nach Kriegsende wieder etablierten Monarchie fehlte das Geld zum Weiterbau des Kanals. 1821 wurde die Compagnie du Canal Monsieur mit der Fertigstellung des Rhein-Rhône-Kanals und des Canal de Huningue beauftragt. Die private Gesellschaft stellte den Canal de Huningue zwischen 1823 und 1828 fertig.
Im Verlauf der Kanaltrasse steht unter einer dünnen Bodenschicht sehr grober Kies mit Korngrößen zwischen 15 und 20 Zentimeter an, so dass Probleme mit der Dichtigkeit des Kanalbetts zu erwarten waren. Man versuchte zunächst den Kanal durch Kolmation abzudichten, wozu schlamm- und schwebstoffreiches Hochwasser der Ill und später des Rheins eingeleitet wurde. Die Ergebnisse waren ernüchternd. Es gelang nicht, den Kanal vollständig zu füllen, da das Wasser bereits nach 5 bis 6 Kilometer komplett versickert war. Später wurden besonders versickerungsanfällige Kanalabschnitte gezielt abgedichtet, beispielsweise durch das Auftragen von Lehmschichten. Die Abdichtungsarbeiten zogen sich bis 1832 hin. Bei Probeflutungen wurden Schleusen beschädigt; durch Dammbrüche kam es zu Überschwemmungen im Umfeld des Kanals.

## Verlauf
Der Kanal zweigt südlich des Zentrums von Huningue vom Rhein ab ⊙ und verläuft in generell nordwestlicher Richtung über Saint-Louis, Rosenau, Kembs und Niffer bis zum Waldgebiet Forêt domaniale de la Hardt Sud. Im Wald schlägt die Kanaltrasse westliche Richtung ein und mündet nach insgesamt 28 Kilometer in den Rhein-Rhône-Kanal ⊙. Die Mündung wird als Ile-Napoléon bezeichnet; anfänglich war sie ähnlich einem Kreisverkehr mit einem runden Bassin und einer Insel in der Mitte gestaltet.
Nach Fertigstellung hatte der Kanal vier Schleusen:
- Huningue (Nr. 1) ⊙
- Blotzheim-la-Chaussée (Nr. 2) ⊙ Die Schleuse lag in dem Teil der Blotzheimer Gemarkung, der später an Saint-Louis abgetreten wurde.
- Rosenau (Nr. 3) ⊙
- Loechlé (Nr. 4) ⊙

## Ausbau
1853 kaufte der Staat den Kanal von der privaten Gesellschaft Compagnie du Canal Monsieur. Zwischen 1863 und 1867 wurden Schleusen von 30,5 auf 34,5 Meter verlängert und damit auf die Länge der Schleusen des zuvor eröffneten Rhein-Marne-Kanals gebracht. Zwischen 1912 und 1914 wurden Schleusen nochmals auf 38,5 Meter verlängert. Damit konnten die in Frankreich mittlerweile zur Norm gewordenen Schiffe der Freycinet-Klasse geschleust werden. Bei der zweiten Ausbaumaßnahme wurde bei Hombourg eine fünfte Schleuse ⊙ mit einer Fallhöhe von 0,5 Meter gebaut, um die in diesem Bereich hohe Strömungsgeschwindigkeit im Kanal herabzusetzen.
Bei beiden Ausbaumaßnahmen blieb die oberste Schleuse in Huningue unverändert. Die Schleuse war nur bei Hochwasser des Rheins in Betrieb; bei normalen Wasserständen stand sie offen. Nach der Eröffnung des Hafens Kleinhüningen in Basel wurde die Schleuse 1925 auf 38,5 Meter verlängert. Durch die Inbetriebnahme der Staustufe Kembs stieg der normale Wasserstand des Rheins, so dass in jedem Fall geschleust werden musste. Im Oktober 1933 wurde die Schleuse auf 180 Meter verlängert. Mit der außergewöhnlich langen Schleuse konnten auch die Schlepper, die die Frachtkähne über den Rhein zum Basler Hafen zogen, geschleust werden. Zudem konnten die Zollformalitäten an der Grenze zwischen Frankreich und der Schweiz schneller und einfacher durchgeführt werden.
Im Mai 1929 wurde eine elektrische Treidelbahn in Betrieb genommen. Die Strömungsgeschwindigkeit im Kanal war mit 0,7 m/s auch nach dem Bau der fünften Schleuse sehr hoch, so dass beim Treideln 6 bis 8 statt der sonst üblichen 2 Pferde eingesetzt werden mussten. Die Lokomotiven zogen leere Schiffe mit 7, beladene mit 4 km/h. Da es keine Ausweichen auf freier Strecke gab, wurden die Lokomotiven getauscht, wenn sich zwei Schiffe begegneten.

## Wirtschaftliche Bedeutung
Vor 1932, dem Jahr der Fertigstellung der Staustufe Kembs, war der Rhein zwischen Straßburg und Basel nur sehr eingeschränkt schiffbar, so dass dem Canal de Huningue eine hohe Bedeutung bei der Anbindung der Region Basel an das Wasserstraßennetz zukam. Phasenweise war das Verkehrsaufkommen zehnmal so hoch wie auf dem südlichen Teil des Rhein-Rhône-Kanals von Mülhausen zur Saône. Während der Kanalhafen in Kembs bedeutungslos blieb, wurden im Hafen von Huningue erhebliche Frachtmengen umgeschlagen. Etwa 80 Prozent des Verkehrsaufkommen entfiel auf Kohle, die dann auf dem Landweg nach Basel transportiert wurde.
Nach dem Ersten Weltkrieg konnte der Hafen in Huningue nicht mehr seine vorherige Bedeutung erlangen. Der Umschlag verlagerte sich auf die Huningue gegenüberliegende, zur Schweiz gehörende Rheinseite, wo 1922 das erste Hafenbecken des Hafens Kleinhüningen fertiggestellt wurde. Im Mai 1923 wurde erstmals ein Frachtkahn von der Schleuse in Huningue über den Rhein zum Kleinhüninger Hafen geschleppt. In den folgenden Jahren wuchs der Verkehr stetig an; 1933 passierten 6.900 Schiffe mit 1.395.000 Tonnen Fracht die Schleuse.

## Teilstilllegung

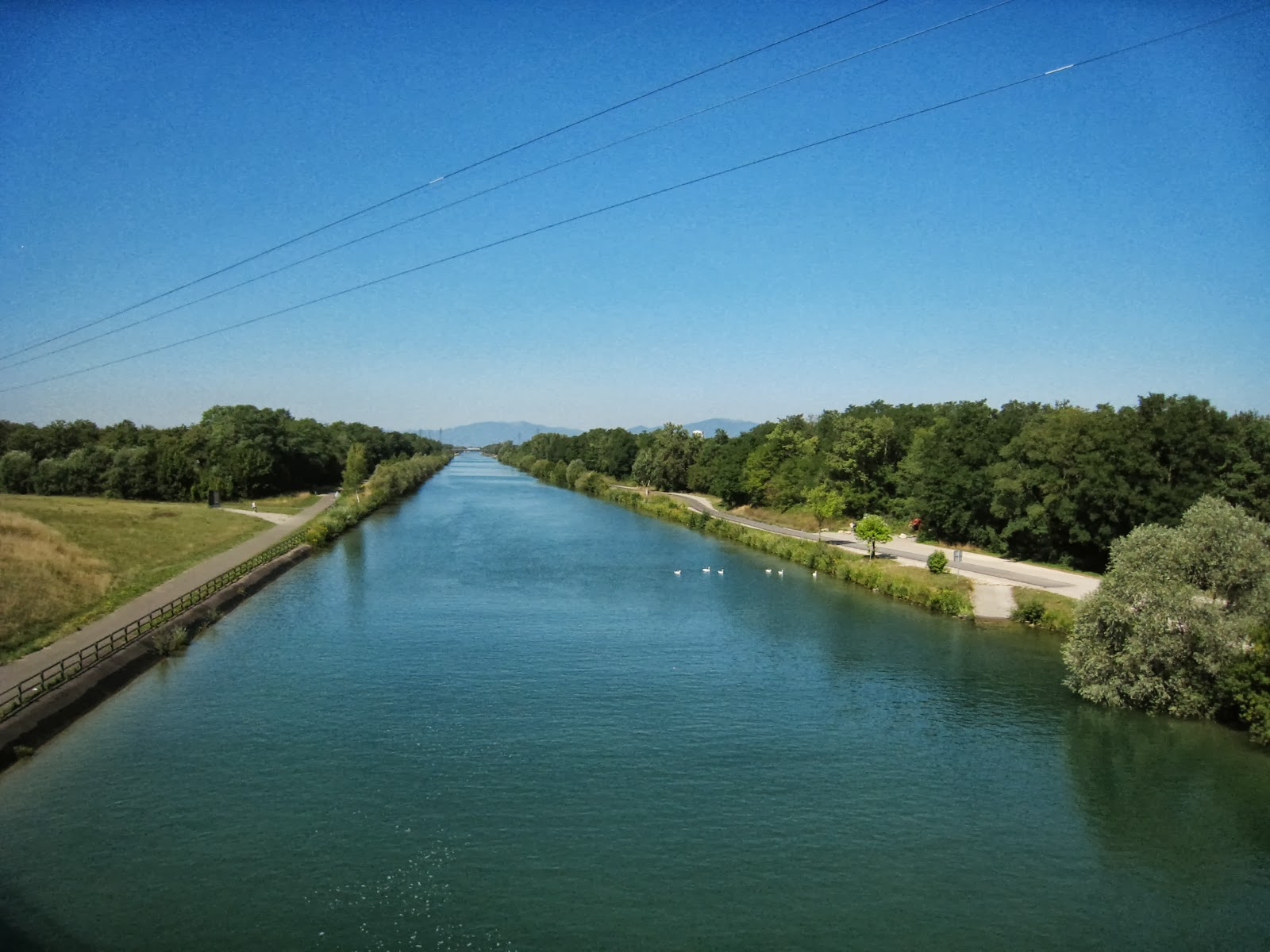
Ausgebauter Kanalabschnitt bei Rixheim
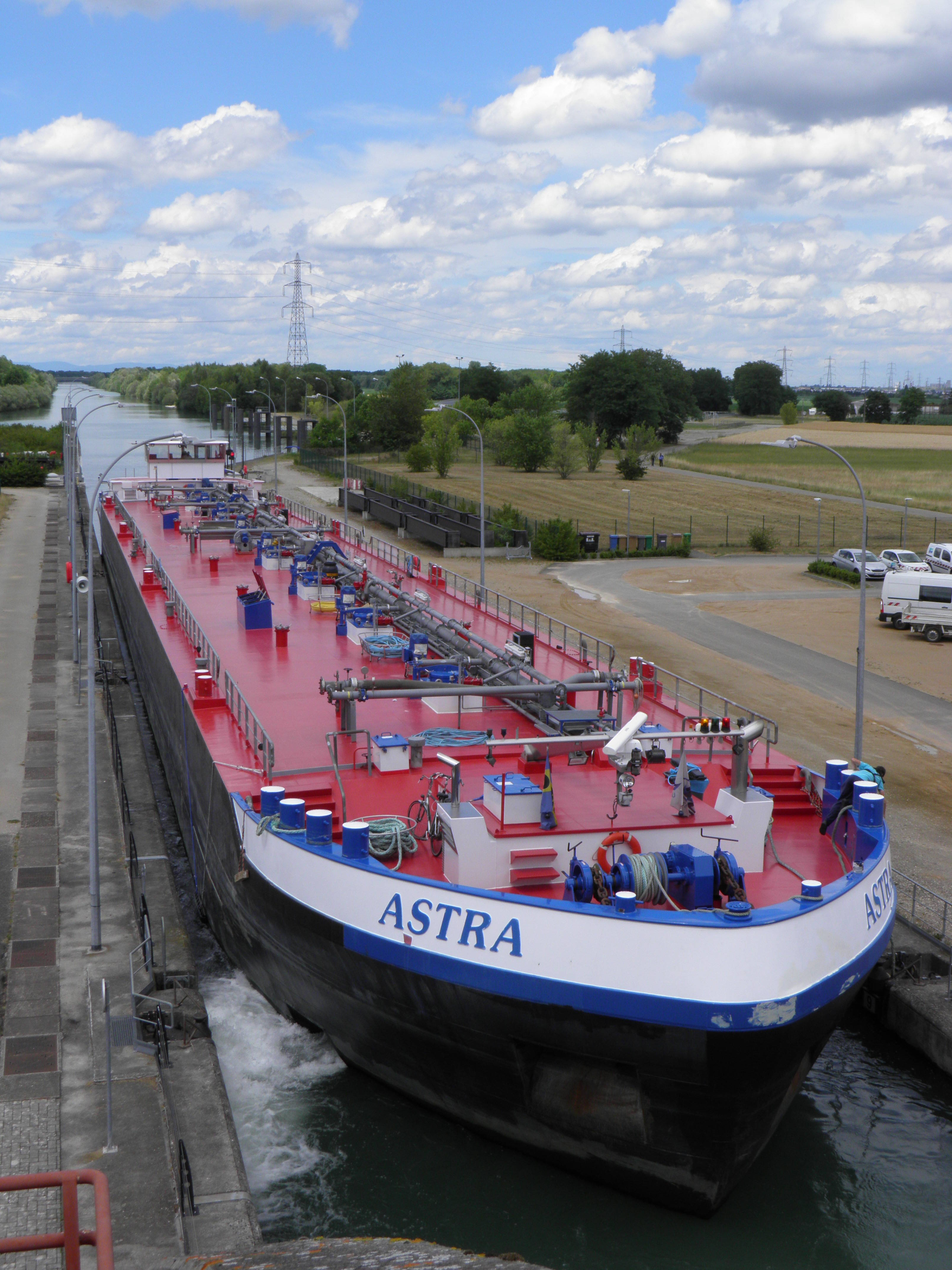
Tankschiff in der Schleuse Niffer
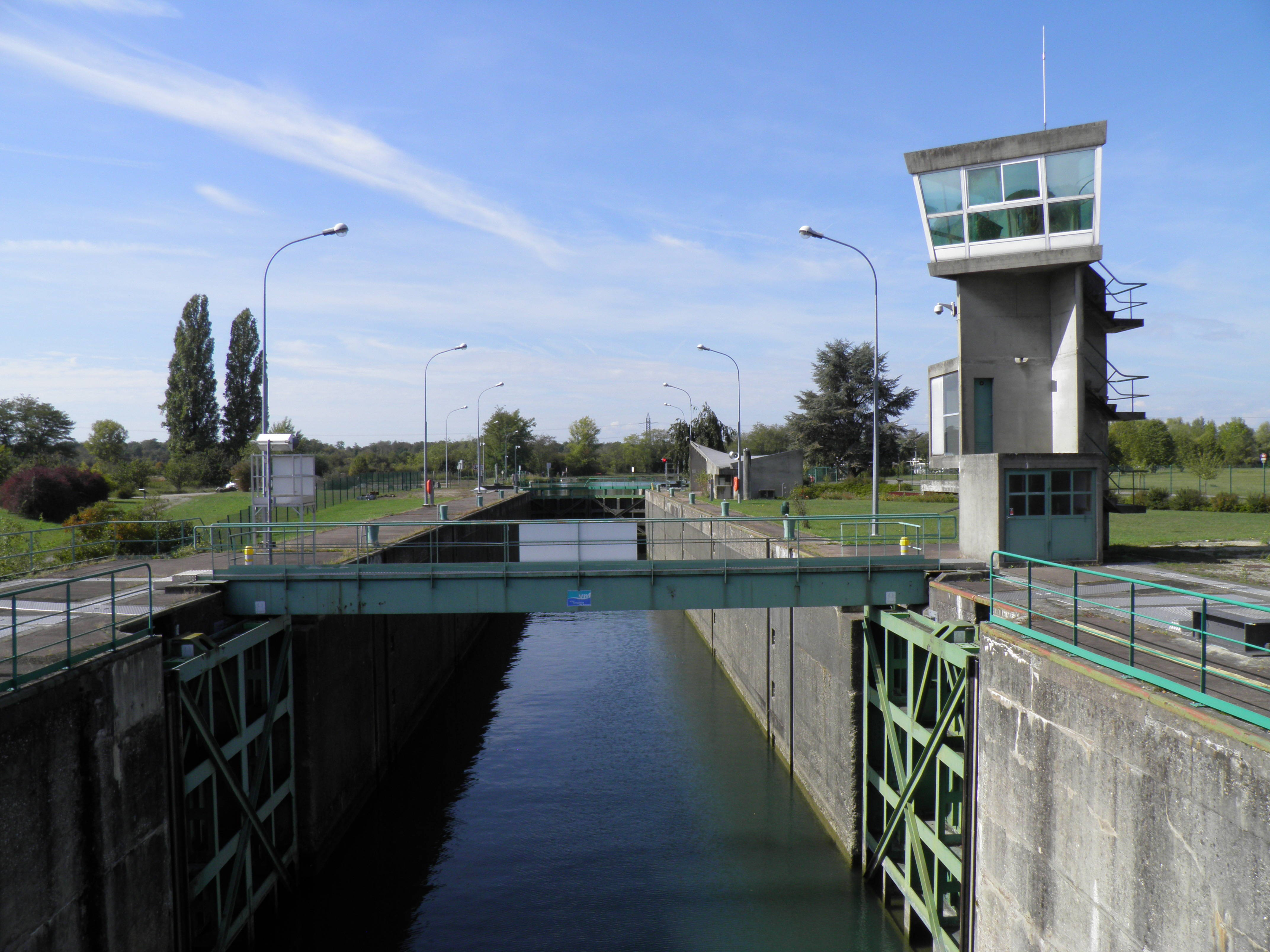
Schleuse Kembs-Niffer, Kontrollturm von Le Corbusier
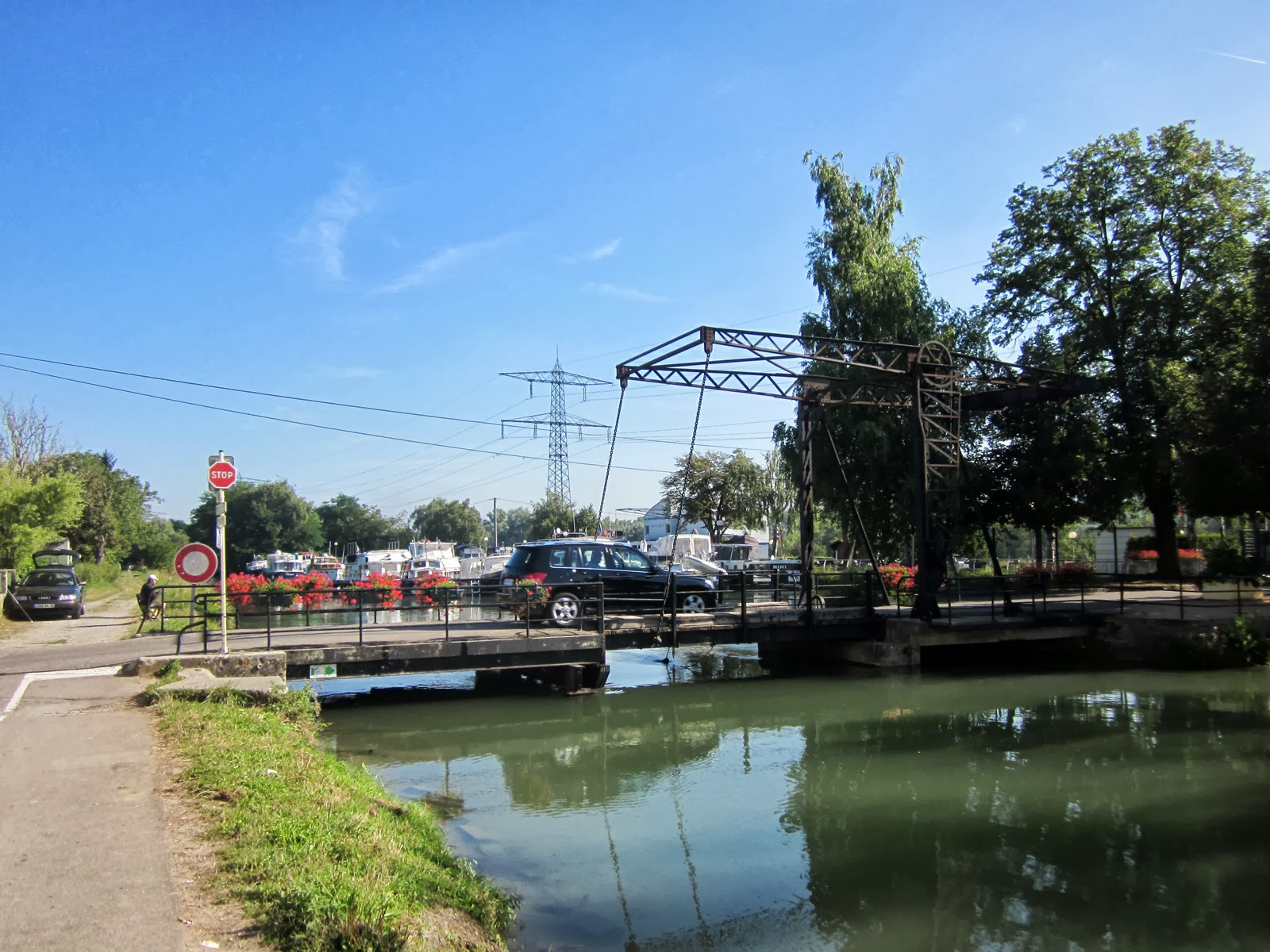
Hafen und Klappbrücke, Kembs

Ende der 1950er Jahre plante der französische Staat eine Neuordnung des Wasserstraßennetzes im Süden des Elsass. Zu dieser Zeit war der Rheinseitenkanal zwischen Basel und Breisach vollständig in Betrieb; die Staustufe Marckolsheim im Bereich der sogenannten Schlingenlösung stand vor der Fertigstellung. Da die neue Wasserstraße parallel zum Rhein-Rhône-Kanal verlief, konnte der alte Kanal stillgelegt werden.
Die Planungen sahen vor, zwischen Niffer und Kembs eine rund 600 Meter lange Verbindung zwischen dem Canal de Huningue und dem Rheinseitenkanal zu bauen. Zusammen mit dem 12 Kilometer langen nordwestlichen Teil des Canal de Huningue entstand eine Anbindung des südlichen Abschnitts des Rhein-Rhône-Kanals an den Rheinseitenkanal. Der südöstliche Teil des Canal de Huningue konnte für die Schifffahrt stillgelegt werden, da zwischen Mülhausen und Basel über die Verbindung bei Kembs/Niffer und den Rheinseitenkanal eine Wasserstraße mit weniger Schleusen zur Verfügung stand. Als Speisekanal blieb der stillgelegte Abschnitt erhalten, da er für die Wasserversorgung weiterhin notwendig war.
In der neuen Verbindung wurde die Schleuse Kembs-Niffer gebaut. Diese wurde mit 85 Meter Länge und 12 Meter Breite für Europaschiffe dimensioniert. Zwei Betriebsgebäude der Schleuse wurden vom Architekten Le Corbusier entworfen. Mit den Schleusenabmessungen konnten auf den Ingenieur René Koechlin zurückgehende Pläne der Stadt Mülhausen verwirklicht werden, die im Osten der Stadt einen Hafen mit Anschluss an den Rhein einrichten wollte. Hierfür wurde der Kanal zwischen Niffer und der Ile-Napoléon verbreitert und vertieft; die Schleuse bei Hombourg entfiel.
Die neue Schleuse wurde am 15. April 1961 vom damaligen Finanz- und Wirtschaftsministers Wilfrid Baumgartner eingeweiht. Am 1. Juli 1961 wurde die Schifffahrt zwischen Huningue und der neuen Verbindung eingestellt.
1995 wurde nördlich der Schleuse Kembs-Niffer die Schleuse Niffer fertiggestellt, die mit 190 Meter Länge und 12 Meter Breite den Verkehr von Schubverbänden zum Hafen von Mülhausen ermöglicht.

## Gegenwart
Im stillgelegten Teil des Canal de Huningue liegt der Freizeithafen Kembs, der von Niffer aus mit Sportbooten erreicht werden kann.
Bei Rosenau verläuft der Kanal durch das Naturschutzgebiet (Réserve naturelle) Petite Camargue Alsacienne, das 1982 in den Rheinauen eingerichtet wurde.
Abschnitte der EuroVelo-Route Atlantik – Schwarzes Meer (EV6) und der linksrheinische Teil des Rheinradweges (EV15) führen am Kanal entlang.
In der Stadt Huningue wurde von 1992 bis 1993 der brachliegende Hafen des Kanals zum künstlichen Wildwasserrevier Parc des Eaux Vives ausgebaut. Dabei wurde das Kanalbett erheblich umgestaltet, ca. 50.000 m³ Material bewegt und künstliche, teilweise variable Hindernisse in den Flusslauf eingebaut. Der durchschnittliche Schwierigkeitsgrad liegt bei Stufe II, stellenweise (z. B. Eingangswelle) bei Stufe III. Parallel zum 350 m langen Wildwasserkanal verläuft ein Kanal zurück bis zum Wehr, auf dem die Kanuten zurückpaddeln können und nur eine kurze Umtragestrecke haben. Betreiber des Wildwasserparks ist die Stadt Huningue.

Wildwasserpark Huningue
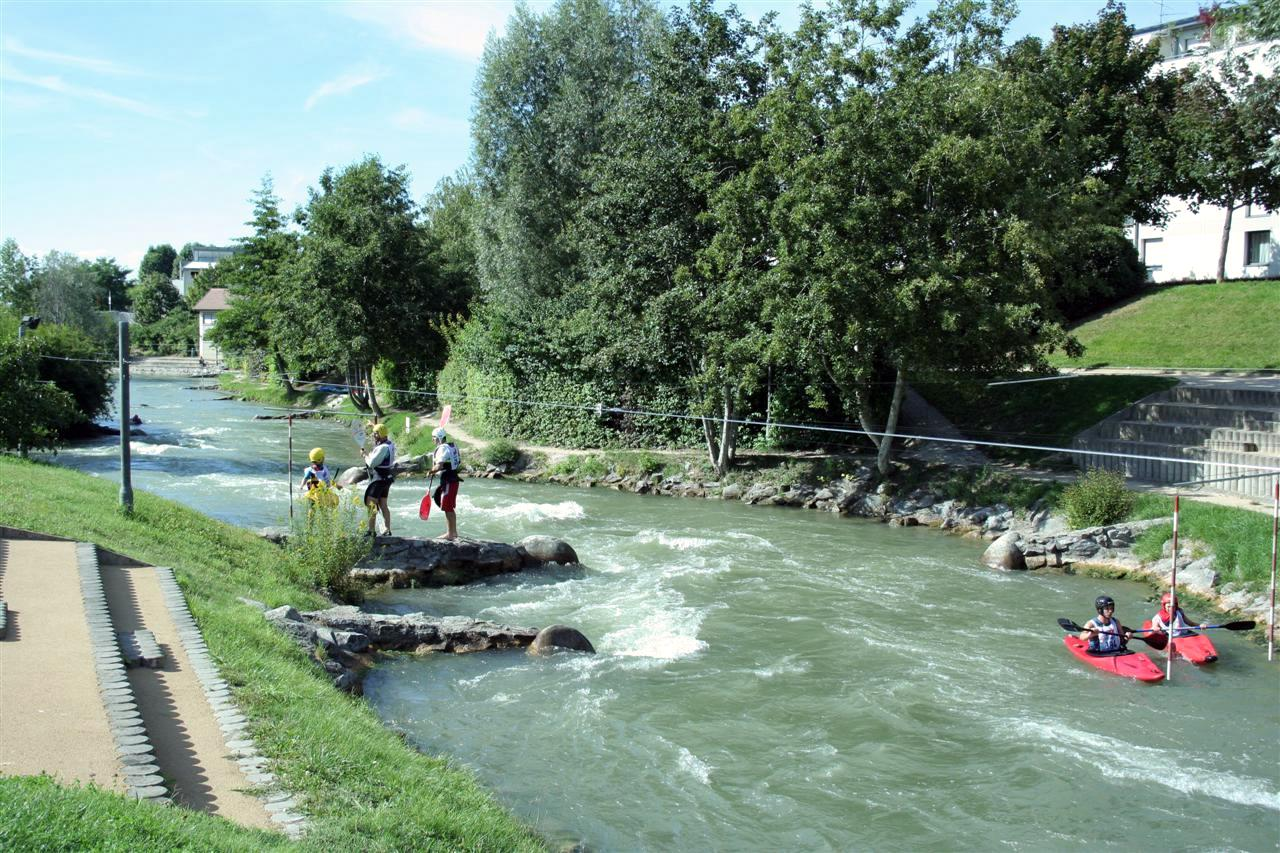
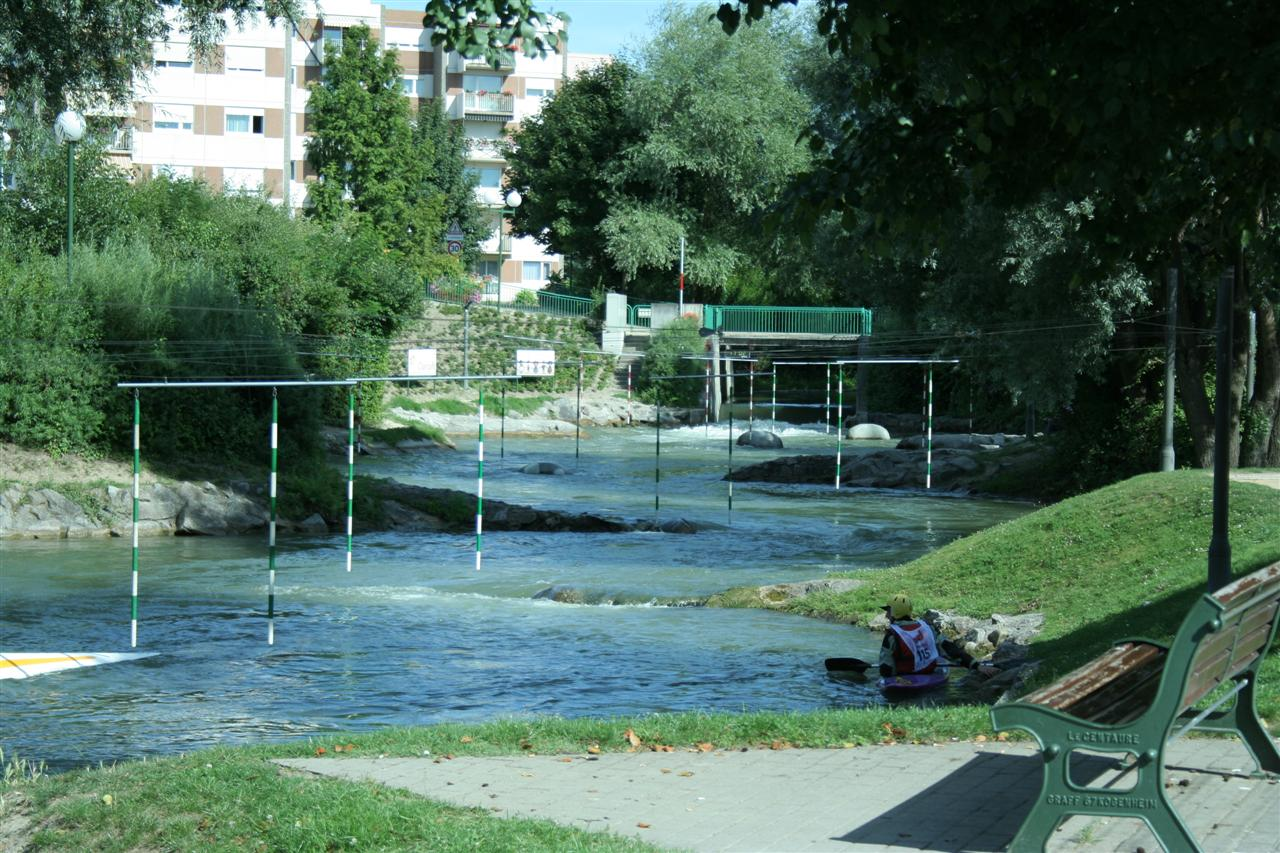
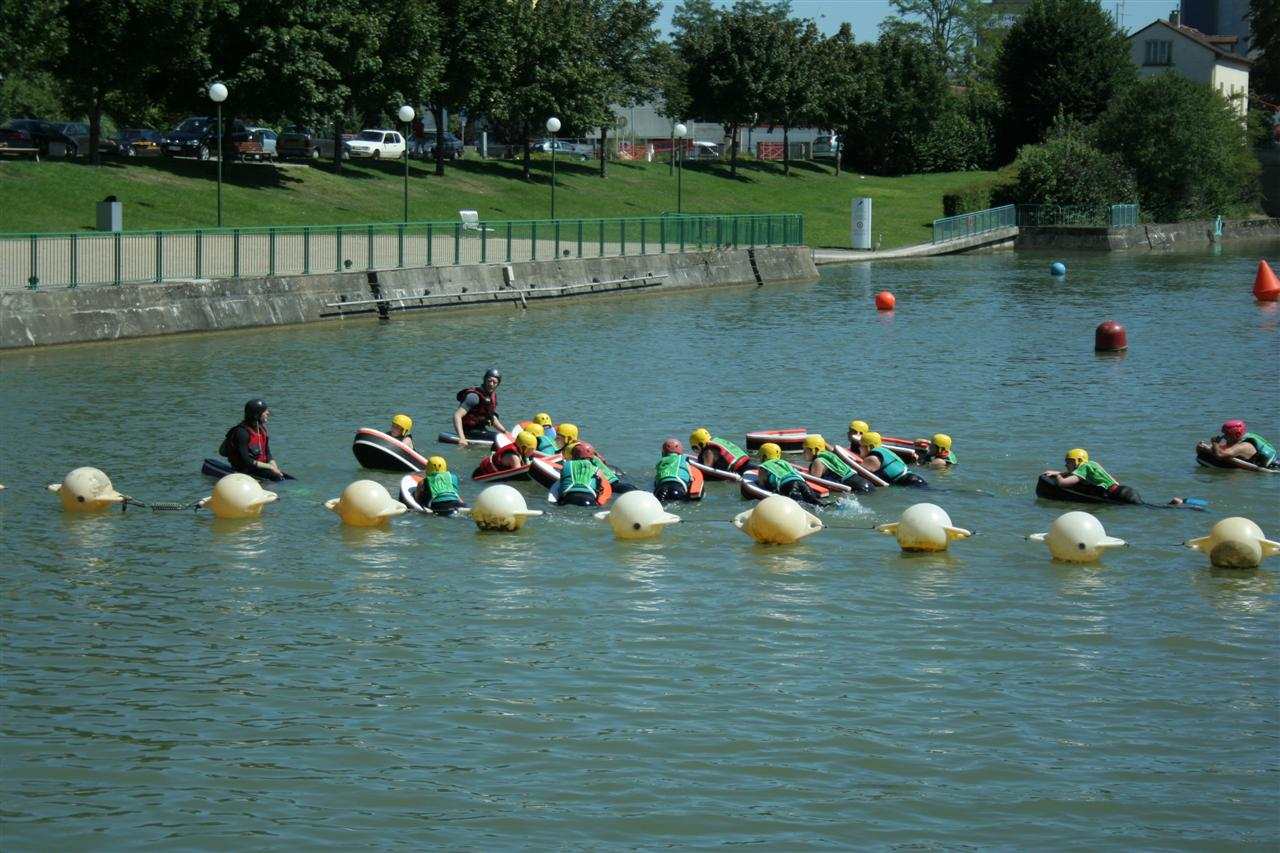
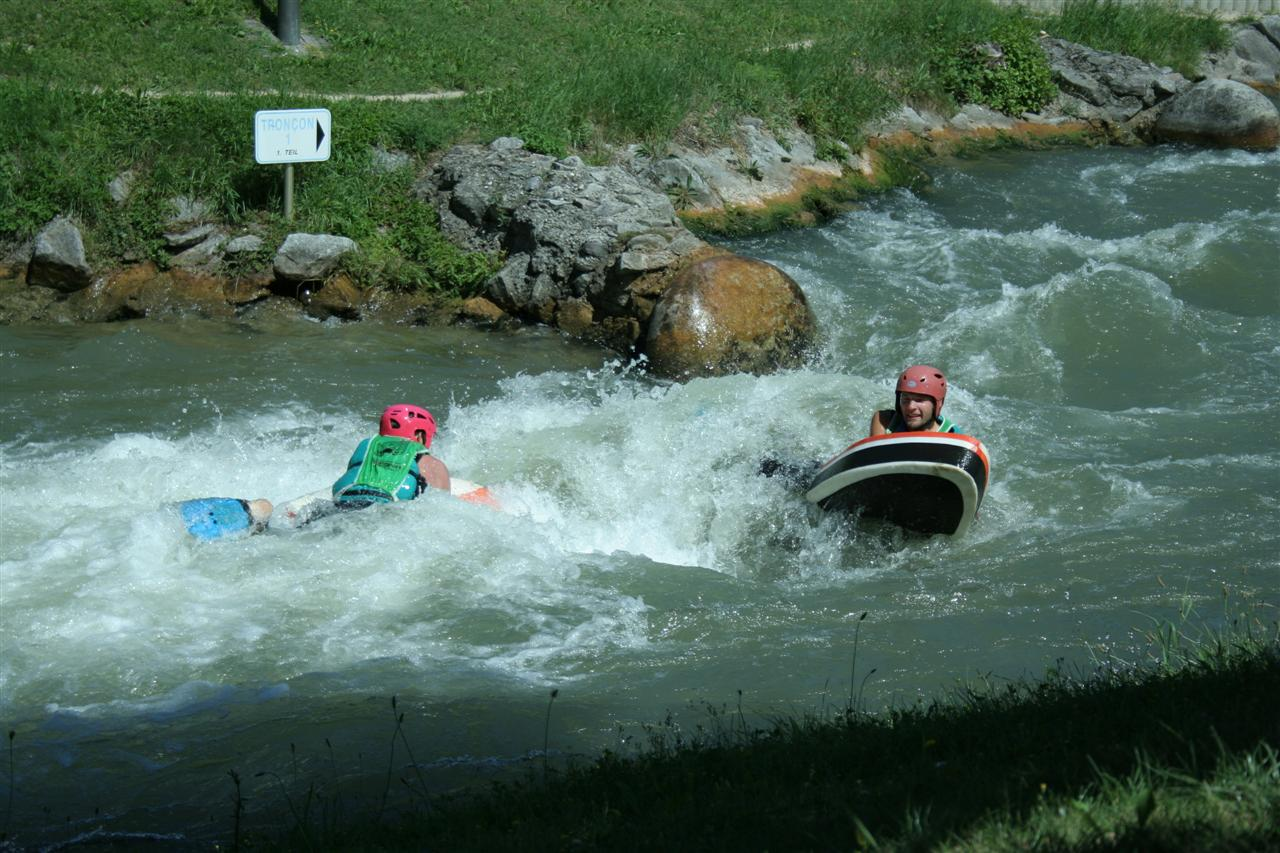